# Verbundentropie
Die Verbundentropie ist ein Maß für den mittleren Informationsgehalt mehrerer Nachrichtenquellen.

## Definition
Die Verbundentropie für zwei Quellen ist folgendermaßen definiert:
{\displaystyle H(XY):=-\sum _{y\in Y}\sum _{x\in X}Pr\{X=x,Y=y\}\log _{2}(Pr\{X=x,Y=y\})\quad {\Big [}{\frac {\text{ bit }}{\text{Symbolpaar}}}{\Big ]}}
Hierbei sind {\displaystyle x} und {\displaystyle y} jeweils einzelne Symbole aus den Quellenalphabeten {\displaystyle X} und {\displaystyle Y}.
Im Spezialfall der statistischen Unabhängigkeit der Quellen gilt
{\displaystyle Pr\{X=x_{i},Y=y_{j}\}=Pr\{X=x_{i}\}\cdot Pr\{y=y_{j}\}}
und somit
{\displaystyle H(XY)=H(X)+H(Y)}.
Für mehr als zwei Quellen ergibt sich:
{\displaystyle H(X_{1},\dots ,X_{n})=-\sum _{x_{1}}\dots \sum _{x_{n}}Pr\{x_{1},\dots ,x_{n}\}\log _{2}(Pr\{x_{1},\dots ,x_{n}\})}